# Tricentrus albomaculatus
Tricentrus albomaculatus är en insektsart som beskrevs av William Lucas Distant 1908. Tricentrus albomaculatus ingår i släktet Tricentrus och familjen hornstritar. Inga underarter finns listade i Catalogue of Life.